# Erkki Mallenius
Erkki Mallenius est un boxeur finlandais né le 19 janvier 1928 à Lappeenranta et mort le 22 juillet 2003 à Pori.

## Biographie
Erkki Mallenius participe aux Jeux olympiques d'été de 1952 en combattant dans la catégorie des poids super-légers et remporte la médaille de bronze.

## Palmarès

### Jeux olympiques
- Médaille de bronze en -63,5 kg en 1952 à Helsinki, Finlande